# Oxyopsis obtusa
Oxyopsis obtusa är en bönsyrseart som beskrevs av Carl Stål 1877. Oxyopsis obtusa ingår i släktet Oxyopsis och familjen Mantidae. Inga underarter finns listade i Catalogue of Life.